# しまねがドラマになるなんて!
『しまねがドラマになるなんて!』は、2021年10月20日から12月22日まで毎週水曜 20:54 - 21:00にさんいん中央テレビ（TSK）で放送されたテレビドラマ。全10回。主演は田鍋梨々花。
親の転勤で島根県へと引っ越してきた東 京子が、生粋の出雲人である地元の男子高校生3人組（出雲陽人、石見真之介、隠岐達也）との交流を通じて、島根の様々な人々と出会い島根の魅力を体感していくミニドラマ。
ドラマの撮影は個人宅や地元の高校、店舗など全て島根県で行われた。なお、エキストラもほとんどが島根在住の人々であり、高校のシーンでも地元の高校生に協力してもらうなど正に県民参加型のドラマに仕上がっているという。全10回の平均視聴率は島根県を含む山陰地区で13.1%と公表された。
また、当作品の制作には島根県庁が広告主として関わり、県内在住の中学生や高校生、またその親世代に対して島根県での暮らしに肯定的なイメージを持ち、将来も県内で暮らす選択を促そうとした。島根県は本作品の放送開始前と総集編の放送前にそれぞれ報道発表を行い、本放送後には県の公式YouTubeチャンネル「しまねっこCH」で公開した。
2022年2月15日、2021年に鳥取県・島根県内の制作者が制作した広告作品を対象とした「山陰広告賞2022」で本作品にグランプリが与えられたことが、同賞主催者の山陰広告協会から発表された。

## キャスト

### 主要人物
東 京子
演 - 田鍋梨々花
本作の主人公。親の転勤で東京から島根に越してきた女子高生。

### 京子の同級生
出雲陽人
演 - 椿原慧
隠岐達也
演 - 平木幹太
石見真之介
演 - 林裕太

## 主題歌
To Dom Seventh.「ぼくの街から」

## 放送日程
サブタイトルは全て何らかの作品名のパロディ。同時に、島根県にまつわる文物を織り込んでいる。
| 各話   | 放送日   | サブタイトル               | 元ネタ                             | 関連語句                                                                            |
| ------ | -------- | -------------------------- | ---------------------------------- | ----------------------------------------------------------------------------------- |
| 第一話 | 10月20日 | 君はバラパンより美しい     | 布施明「君は薔薇より美しい」       | 「パラパン」は出雲市で製造されている「ご当地パン」。                                |
| 第二話 | 10月27日 | みしまやン・ラブソディ     | クイーン「ボヘミアン・ラプソディ」 | 「みしまや」は島根県内に地盤を持つ地場スーパーマーケット企業。                      |
| 第三話 | 11月03日 | 今すぐKisuki               | LINDBERG「今すぐKiss Me」          | 「Kisuki」は雲南市の母体の一つとなった木次町のローマ字表記の一部。                  |
| 第四話 | 11月10日 | キンニャモニャだよ人生は   | 「浪花節だよ人生は」               | 「キンニャモニャ」は海士町発祥の隠岐民謡。 （参照：承久海道キンニャモニャセンター） |
| 第五話 | 11月17日 | ちょうかんぼうに花束を     | 『アルジャーノンに花束を』         | 「腸感冒」（ちょうかんぼう）は島根県内で用いられる感染性胃腸炎の呼び名。            |
| 第六話 | 11月24日 | 赤天天国                   | フィンガー5「学園天国」            | 「赤天」（赤てん）は浜田市を中心に製造される魚肉練り製品。                          |
| 第七話 | 12月01日 | 9号線は続くよどこまでも    | 「線路は続くよどこまでも」         | 「9号線」は島根県内で東西に延びる国道9号線。                                        |
| 第八話 | 12月08日 | シジミにまつわるエトセトラ | PUFFY「渚にまつわるエトセトラ」    | シジミ（ヤマトシジミ）の国内最大の生産地は県内の宍道湖。                            |
| 第九話 | 12月15日 | 石見神楽の怪人             | 『オペラ座の怪人』                 | 「石見神楽」は県西部の石見地方に伝わる神楽。                                        |
| 第十話 | 12月22日 | さらば青春の湖             | 『さらば青春の光』                 | 県庁所在地の松江市などは宍道湖に面する。                                            |